# Dinarthrum rema
Dinarthrum rema är en nattsländeart som beskrevs av Martin E. Mosely 1939. Dinarthrum rema ingår i släktet Dinarthrum och familjen kantrörsnattsländor. Inga underarter finns listade i Catalogue of Life.